# 7054 Brehm
7054 Brehm (1989 GL8) là một tiểu hành tinh vành đai chính được phát hiện ngày 6 tháng 4 năm 1989 bởi F. Borngen ở Tautenburg.